# نصار صقر سعيد
نصار صقر سعيد (بالإنجليزية: Nasar Sakar Saeed)‏ (مواليد 26 يناير 1978 في كينيا باسم ستيفن لورو قمر). عداء مسافات طويلة بحريني الجنسية كيني المولد متخصص في سباق الماراثون. نصار مثل البحرين في الألعاب الأولمبية الصيفية 2008 في بكين برفقة مواطنيه عبد الحق زكريا والمصطفى رياض. أنهى السباق في المركز السابع والثلاثين في زمن قدره 2:20:24 ساعة.
حقق نصار أفضل رقم بزمن قدره 02:10:46 ساعة أدى إلى حصوله على لقب بطولة ماراثون شيامن 2006.

## روابط خارجية
- نصار صقر سعيد على موقع الاتحاد الدولي لألعاب القوى (الإنجليزية)
- نصار صقر سعيد على موقع أوليمبيديا (الإنجليزية)